# Связь-банк
Связь-Банк — ликвидированный советский и российский коммерческий банк со штаб-квартирой в Москве, основанный в 1991 году. Полное название — Межрегиональный коммерческий банк развития связи и информатики (публичное акционерное общество). Имел генеральную лицензию на осуществление банковских операций № 1470. Аудитором банка являлся «Ernst & Young».
В 2020 году присоединён к «Промсвязьбанку».

## История

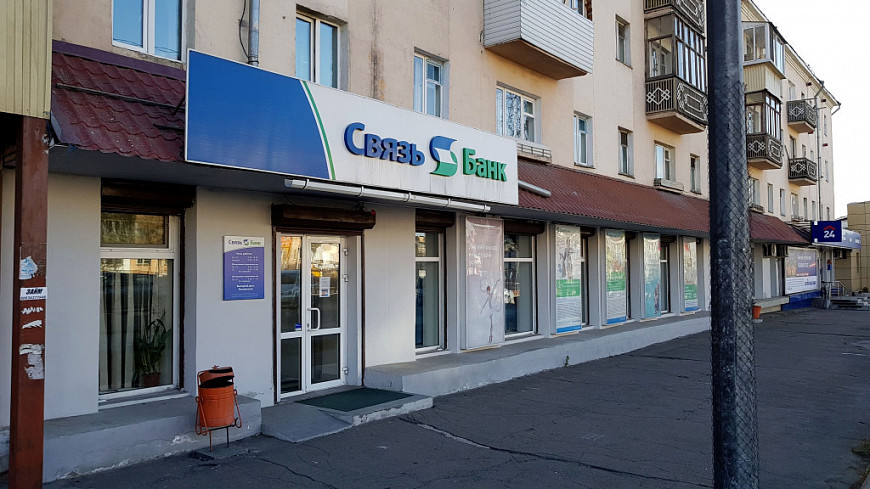
Офис Связь-банка в Улан-Удэ, Бурятия

Региональная сеть Связь-Банка насчитывала около 100 точек продаж в 52 регионах РФ.
Исторически Связь-банк связан с отраслью связи. Благодаря партнерству с ФГУП «Почта России» частные клиенты могут получить разнообразные банковские услуги не только в офисах банка, но и через почтовые отделения во многих регионах России. Связь-Банк является участником системы страхования вкладов.
В конце 2009 года представители ВЭБа заявили о намерении на базе Связь-банка и сети почтовых отделений Почты России создать федеральный почтовый банк. Однако это не было осуществлено.
В июне 2016 года Внешэкономбанк заявил о продаже Связь-Банка, однако позже допустил, что этот банк продаваться не будет.
26 ноября 2018 года Связь-банк завершил процесс присоединения Глобэксбанка и стал его правопреемником по всем правам и обязанностям..
В 2018 году председатель ВЭБ.РФ Игорь Шувалов договорился о безвозмездной передаче непрофильного для госкорпорации Связь-банка государству при условии, что ВЭБ.РФ заберет у банка все плохие активы. Долг перед ЦБ в 212 млрд руб. будет реструктурирован[33]. В мае 2019 г. Госдума подготовила поправки в закон о схеме передачи Связь-Банка от ВЭБа в пользу Промсвязьбанка уже в этом году. Факт передачи банка в 2019-м году также был подтвержден главой Промсвязьбанка Фрадковым в ходе «Иннопрома».
В январе 2020 года ПСБ стал единственным акционером Связь-Банка, выкупив его акции у миноритариев. В конце 2019 года Связь-Банк вошел в состав банковской группы ПСБ в результате передачи Промсвязьбанку более чем 99 % акций Связь-Банка от Российской Федерации, допэмиссия акций ПСБ частично была оплачена принадлежавшими стране акциями Связь-Банка. 27 марта 2020 года началась процедура присоединения Связь-банка к ПСБ, которая завершилась 1 мая 2020 года.

### Экономический кризис 2008 года
Связь-банк столкнулся с серьёзными трудностями в ходе экономического кризиса 2008 года: резко возрос отток вкладов, появились трудности с возвратом кредитов. Руководство банка обратилось за помощью в Центральный банк России; в итоге 98 % акций банка были выкуплены государственной корпорацией Внешэкономбанк, получившей от ЦБ $2,5 млрд на покрытие долгов Связь-Банка.
Как стало известно газете «Ведомости», оздоровление Связь-банка обошлось государству в 142 млрд руб. (в 1,8 раза больше, чем было объявлено). При этом огромная «дыра» в балансе банка образовалась из-за рискованной игры на рынке ценных бумаг, а также из-за массовой раздачи необеспеченных залогом кредитов (всего на сумму 55 млрд руб.), в том числе сомнительным компаниям. Также дальнейшее расследование «Ведомостей» показало, что банк для сокрытия превышения ряда нормативов банковской деятельности (наблюдение за ними осуществляет ЦБ РФ), фактически осуществлял фальсификацию своей отчётности, в том числе и по МСФО (при этом она подтверждалась аудитором Deloitte Touche Tohmatsu).

## Финансовые показатели
По итогам трех месяцев 2017 года чистая прибыль Банка достигла 272 млн рублей. На 1 апреля активы-нетто Банка составили 284 млрд рублей. Значение собственных средств (капитала) Банка возросло до 37,2 млрд рублей. ПАО АКБ «Связь-Банк» управляет Платежной системой Blizko.